# Reunald Jones
Reunald Jones Sr., ook wel Renald Jones (Indianapolis, 12 december 1910 - 26 februari 1989), was een jazztrompettist die in bigbands speelde (onder andere die van Count Basie) en als studiomuzikant actief was.

## Biografie
Jones studeerde aan Michigan Conservatory en speelde daarna in territory-bands, waaronder die van Speed Webb. In de jaren 30 en 40 werkte hij in New York bij Charlie Johnson, de Savoy Bearcats, Fess Williams, Chick Webb (1933–34), Sam Wooding, Claude Hopkins, Willie Bryant, Teddy Hill, Don Redman (1936–38), Erskine Hawkins, Duke Ellington (1946), Jimmie Lunceford, Lucky Millinder en Sy Oliver. Hij was echter zelden als solist te horen.
Van 1952 tot 1957 speelde hij de eerste trompet bij het orkest van Count Basie, waar hij opviel door wel met één hand te spelen. Hij speelde in een groep van Quincy Jones, die onder de naam  "The Jones Boys" opnames maakte. De bandleden heetten allemaal 'Jones', maar waren geen familie van elkaar.
Vanaf de jaren 40 deed Jones veel werk als studiomuzikant. Hij toerde met Woody Herman (1959), de bigband van George Shearing (ca. 1960) en een orkest dat Nat King Cole begeleidde(1961–64). In de jaren 70 ging hij minder spelen. Zijn zoon, Reunald Jones Jr, speelde jarenlang trompet voor Sammy Davis Jr en James Brown, en zijn kleinzoon Renny Jones, is een bassist.

## Discografie (selectie)
Met Gene Ammons
- Free Again (Prestige Records, 1971)

Met Count Basie
- The Count! (Clef Records, 1952 [1955])
- Basie Jazz (Clef, 1952 [1954])
- Dance Session (Clef, 1953)
- Dance Session Album #2 (Clef, 1954)
- Basie (Clef, 1954)
- Count Basie Swings, Joe Williams Sings (Clef, 1955) met Joe Williams
- April in Paris (Verve Records, 1956)
- The Greatest!! Count Basie Plays, Joe Williams Sings Standards met Joe Williams
- Metronome All-Stars 1956 (Clef, 1956) met Ella Fitzgerald en Joe Williams
- Hall of Fame (Verve, 1956 [1959])
- Basie in London (Verve, 1956)
- One O'Clock Jump (Verve, 1957) met Joe Williams en Ella Fitzgerald
- Count Basie at Newport (Verve, 1957)

Met Sonny Stitt
- Sonny Stitt & the Top Brass (Atlantic Records, 1962)